# Rännhola Rockers
Rännhola Rockers är ett band inom genren "raggarrock". Bandet formades i mitten av 1994, då Nisse Berglund (elbas), Per Portström (gitarr) och Mats Norling (trummor) började repa i Nisses garage. Första spelningen gick av stapeln på en amatörbandskväll på Hotell Furuliden i Leksand i november 1994. Nisse Berglund hade inte längre tid för bandet, varför han hoppade av. 1995 togs Lars Joons in som basist. 1996 bestämde man efter en långa radda olika namn sig för att heta "Rännhola Rockers", efter några åkrar kallade "Rännholan" utanför Insjön.
I slutet av 1996 spelade man in sin första demo. På den fanns fyra låtar som skulle bli en del av deras första fullängds-CD Bilar, bärs och Rock'n'Roll. I början av 1997 kom David Esping (gitarr) med i bandet. 1999 kom Bilar, bärs och Rock'n'Roll ut.

## Medlemmar
Nuvarande medlemmar
- Per Portström – sång, gitarr, munspel, tamburin (1994–idag)
- Mats Norling – trummor, kör (1994–idag)
- Lars Joons – basgitarr, kör (1995–idag)
- David Esping – gitarr, kör (1997–idag)

Tidigare medlemmar
- Nisse Berglund – basgitarr (1994)

Gästartister (studio)
- Wilhelm Kamura – kör
- Anders Wahl – orgel
- Sofia Portström – kör
- Paula Testad – fiol
- Sven Wallin – orgel, dragspel
- Bo Björklund – banjo
- Jonathan Rik – orgel
- Henric Hagström – kör
- Jeanette Axberg Sellner – trumpet
- Mirjam Joons – kör
- Isabella Joons – kör

## Diskografi
Album
- 1999 – Bilar, bärs och Rock'n'Roll
- 2002 – Raggen går
- 2004 – Full tank och nästan pank
- 2006 – Sverige är fantastiskt
- 2009 – Med öppna headers och feta slicks